# Шефер, Фердинанд
Фердинанд Шефер (нем. Ferdinand Schaefer; 11 декабря 1861, Дотцхайм, ныне в составе Висбадена — 18 апреля 1953, Индианаполис) — немецкий и американский дирижёр и скрипач, основатель Индианаполисского симфонического оркестра.
В пятилетнем возрасте начал учиться игре на скрипке и других инструментах у своего отца: эти занятия были назначены ему отцом в наказание за шалости. В 17 лет был призван на военную службу в германскую армию и играл на фаготе в военном оркестре. В 1881—1885 гг. продолжил обучение как скрипач в Будапеште, затем дирижировал оркестром в известном ресторане Гилле в Упсале, после чего вернулся для завершения образования в Лейпцигскую консерваторию, где его учителями были Адольф Бродский и Ганс Беккер. В 1890-е гг. в Лейпциге, играл на скрипке в Оркестре Гевандхауса и на альте в различных камерных составах, в том числе в струнном квартете Гевандхауса с примариусом Арно Хильфом. Выступал также как дирижёр — не только с симфоническими коллективами, но и с цыганским оркестром Пала Ратца. Некоторое время работал в России как учитель музыки в богатых домах.
С 1903 года в США, первоначально как преподаватель класса скрипки в Колледже музыки и искусств в Индианаполисе. К 1907 году относится первая попытка Шефера собрать в городе постоянный оркестр. На протяжении многих лет педагогической карьеры он преподавал, в частности, в Индианаполисской консерватории, консерватории города Лафейет и Учительском колледже Болл в Манси. В 1928 году Шефер принял руководство Оркестром Киршбаума — любительским коллективом, действовавшим в еврейском общинном Центре Киршбаума, — и решил превратить его в полноценный профессиональный коллектив, получив в этом начинании организационную и финансовую поддержку предпринимателя и скрипача-любителя Леонарда Страусса (1898—1954), возглавлявшего Общество еврейского общинного центра. Набрав в оркестр безработных музыкантов, 2 ноября 1930 года Шефер провёл первый концерт Индианаполисского симфонического оркестра, исполнив Шотландскую симфонию Феликса Мендельсона, прелюдию из первого акта оперы Рихарда Вагнера «Лоэнгрин» и первую сюиту Эдварда Грига «Пер Гюнт». Руководил оркестром до 1937 года.
Бюст Шефера был установлен при жизни, в 1949 году, в фойе Театра Мюрата (ныне Старый национальный центр).